# Руське (Ростовська область)
Ру́ське (рос. Русское) — село в Куйбишевському районі Ростовської області Росії. Входить до складу Куйбишевського сільського поселення.

## Географія
Географічні координати: 47°44' пн. ш. 38°54' сх. д. Часовий пояс — UTC+4.
Руське розташоване на південному схилі Донецького кряжу. Відстань до районного центру, села Куйбишева, становить 10 км. Через село протікає річка Міус.

### Урбаноніми
- вулиці — ім. Героя Радянського Союзу М. М. Алексєєва, Миру, Міуська, Молодіжна, Набережна, Олексіївка, Червоноармійська, Шкільна;
- провулок — Гірський[2].

## Історія
Першими мешканцями села стали переселенці із центральних районів Росії. У церковних літописах повідомляється, що до 1800 року в селі Міуському (згодом Руське) жили великороси, а в інших селах малороси.
Станом на 1868 рік у населеному пункті налічувалося 40 дворових господарств і мешкало 383 жителі (чоловіків — 196, жінок — 187).
Після громадянської війни в Росії Руське було центром сільради у складі Голодаївського району Таганрозької округи Північно-Кавказького краю. У 1925 році в селі налічувалося 183 дворових господарств, 1124 жителя, початкова школа, 1 дрібне промислове підприємство, млин і 56 колодязів. У червні 1954 року село було приєднано до Куйбишевського району.

## Населення
За даними перепису населення 2010 року на території села проживало 449 осіб. Частка чоловіків у населенні складала 49,7% або 223 особи, жінок — 50,3% або 226 осіб.

## Соціальна сфера
У населеному пункті діють фельдшерсько-акушерський пункт, сільський клуб, бібліотека, загальноосвітня школа та дошкільний навчальний заклад.

## Пам'ятки
На території села знаходиться братська могила з 1557 радянськими воїнами, які загинули під час Другої світової війни.

## Відомі люди
- Алексєєв Максим Миколайович (1911–1986) — військовий льотчик, Герой Радянського Союзу.